# Francisco Bernal Pérez
Francisco Javier Bernal Pérez (Camagüey, 4 de junio de 1959), también conocido como Francisco Bernal o Bernal, es un  pintor y grabador cubano. Nacido y criado en la ciudad de Camagüey, Cuba, estudió Bellas Artes con especialidad en Grabado en el Instituto Superior de Arte (La Habana). En 1992, se mudó a Mallorca, España, y un año más tarde, se trasladó a la capital española, dónde reside actualmente con su esposa e hijos.  

## Biografía

### Inicios
El artista creció en una familia con una herencia musical. A pesar de la insistencia de su abuela para que asistiera al Conservatorio y la Escuela de Arte, Bernal no mostró interés alguno en los primeros cursos de música. Su verdadera pasión por las artes plásticas se desveló en el momento en el que pintó y barnizó el violín que sus padres tanto pretendían que tocara.
Participó en concursos, exposiciones y festivales de artes plásticas juveniles, donde su talento fue reconocido. Siendo niño, Bernal ganó su primer premio en la librería de Camagüey, que nunca recogió por pudor. Asimismo, ganó un primer premio en la Exposición de la bodega "La Zambrana", donde su entusiasta administrador organizaba exposiciones entre sacos de arroz, azúcar y otros productos. 
Desde sus primeros años adolescentes, Bernal vivió en un ambiente cultural admirable en Camagüey, rodeado de amigos de las Escuelas de ballet, música y teatro, con los que convivía y creaba. Además, participó en el festival de artes plásticas en Santiago de Cuba, donde vio por primera vez un linotipo o impresora manual de documentos y quedó fascinado. 

### Carrera
Estudió artes plásticas en Escuela Provincial de Arte de Camagüey, en la Escuela Nacional de Arte (Cuba) y en el Instituto Superior de Arte (La Habana). Como estudiante de Bellas Artes, Bernal participó en diferentes exposiciones y concursos, ganando premios y menciones. Siempre sintió una gran atracción por la naturaleza y sus cambios, y esta fascinación se reflejó en sus obras, versionando las fotografías del satélite en sus grabados y pinturas. 

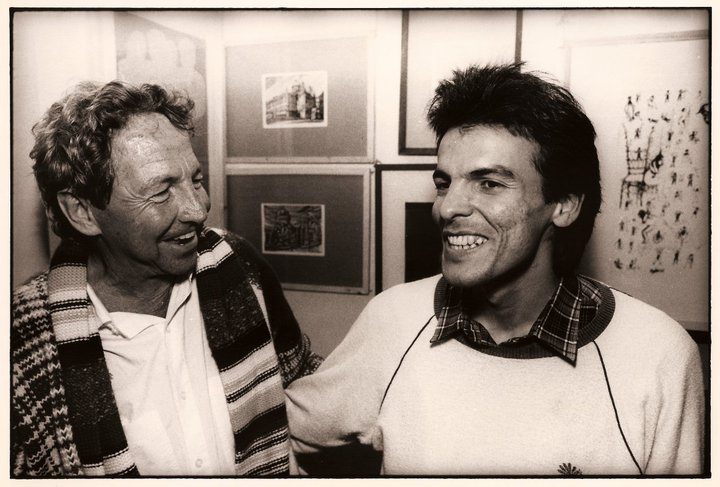
Robert Rauschenberg con Bernal en el Taller de Serigrafía René Portocarrero de La Habana

En 1983, comenzó a trabajar en el Taller de Serigrafía del Fondo Cubano de Bienes Culturales (posteriormente denominado "Taller René Portocarrero"), dónde coincidió con muchos de los artistas más importantes de Cuba y de alrededor del globo. 
Este taller vio sus primeras serigrafías así como también las impresiones de numerosos artistas. Asimismo, pudo imprimir su tesis de graduación del Instituto Superior de Arte, el libro objeto "Hacia el Huracán ", que le confirió el título de "miembro honorífico" . Bernal mantuvo un vínculo estrecho con el Instituto de Meteorología (Cuba), que le facilitó mucha información gráfica sobre el tema meteorológico. 
En 1988, estuvo un año imprimiendo la obra de artistas españoles en el Taller Rene Portocarrero II de Barcelona. Dos años más tarde, se convirtió en asesor del taller de serigrafía y realizó la exposición "Erosión" en Cienfuegos. Al año siguiente, inauguró una gran exposición en la restauración del Castillo del Morro llamada "Erosión II", inaugurada por el historiador de la ciudad, Eusebio Leal. En 1992, en el mismo castillo, se encargó de un proyecto para ambientar la sala de música de cámara, "Casamata de Austria".
En esos años, también fue profesor en el Instituto Superior de Diseño de La Habana y jurado en varios concursos de artes plásticas en diferentes provincias cubanas. Fue entonces cuando recibió una beca para realizar su obra en los talleres S'hort de Mallorca, donde creó un taller de Serigrafía y pasó un año pintando nuevas obras con el tema mallorquino. También en esos años, un coleccionista neoyorquino compró un lote de sus obras que subastó en Christie's de Nueva York.
En 1993, Bernal comenzó a trabajar como director del taller Serie Gráfica de Madrid y, en 1994, fundó el mínimo de recursos su propio taller en la capital española, llamado Bernal Estampa Artística S.L.  Por este taller de serigrafía pasaron grandes del mundo del arte, como Mimmo Rotella, Dennis Oppenheim, Hunt Slonem, Herman Braun Vega, Antonio Seguí, y Fabrizio Plessi, entre otros. Este lugar de creación fue desarrollándose y renovándose con la mejor tecnología del mercado: nuevas máquinas de serigrafía automáticas, insoladoras, tórculo para calcografía e impresoras digitales para realizar las ediciones artísticas (giclée). Su galería de arte, Cuba 513, promovió principalmente el arte cubano. 
Paralelamente a su trabajo como empresario, Bernal fue realizando su obra, que se fue enriqueciendo con los viajes a diversos pueblos de España, Francia e Italia. Fue invitado a impartir cursos en Alcalá la Real, en la Fundación Miró y en conferencias en numerosas instituciones como el Museo Fundación Cristóbal Gabarrón, donándoles ejemplares de su colección "Estampa Cubana". También participó en diferentes ferias de grabado, eventos y exposiciones, como una gran exposición realizada en 2008 en Abu Dabi.

## Exposiciones personales
El artista ha llevado su arte a través de distintas técnicas, siendo una de las más destacadas su obra en serigrafía. Sus obras han sido reconocidas por su estilo colorido y vivaz, reflejando la cultura y la esencia de su Cuba natal.
En 1984, presentó su obra "Metereografías" en la Galería del Instituto Meteorológico de La Habana. 
En 1985, la exposición "Diploma Vitae" presentó su libro objeto, a modo de tesis de grado, denominado "Hacia el Huracán" en el Centro Provincial de Artes Plásticas y Diseño de La Habana.

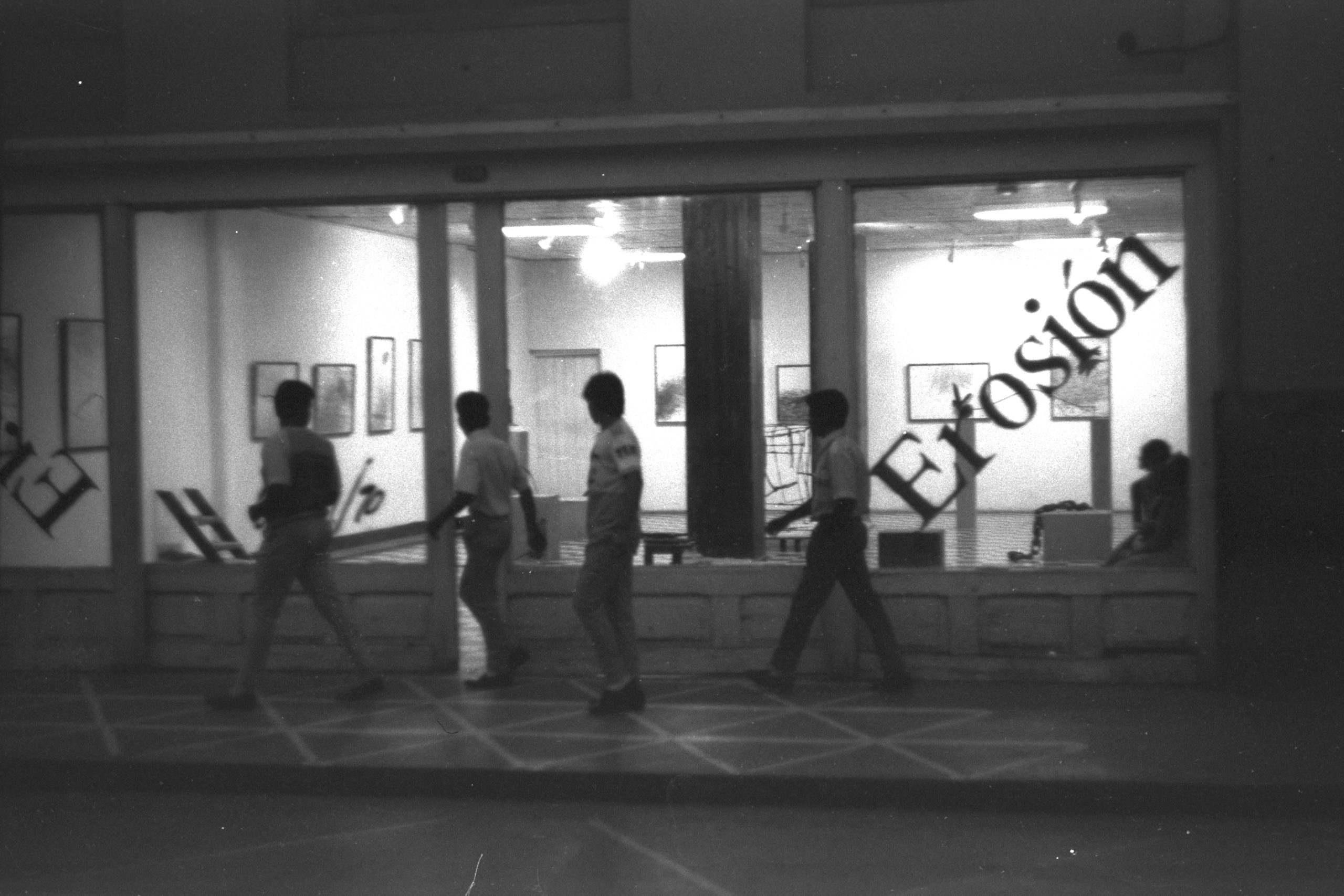
Exposición del artista Francisco Bernal "Erosión" Cienfuegos, Cuba. (1990)

En 1987, su obra "Hacia el Cometa" formó parte de la serie "Abstracciones Cubanas" en exposiciones realizadas en Kuwait, Argelia y Túnez. Dos años después, presentó su obra "Temporal" en el Centro Cívico Pozo del Tío Raimundo en Madrid, así como en la Academia de Ciencias de Cuba en La Habana.
En 1990, Bernal presentó su obra "Erosión" en la Galería de Arte del mismo nombre en Cienfuegos, Cuba. Un año después, presentó "Erosión II" en la Galería Rastrillo del Castillo de los Tres Reyes Magos del Morro en La Habana.
En 1993, su obra "Erosionado" fue exhibida en el Palacio Veri de Palma de Mallorca, España. En 1995, presentó su obra en la Expo-Galería de Arte en Madrid y en la Galería Donatello en la misma ciudad con su obra "Óxido".
En 1996, Bernal presentó su obra "Roya" en la Galería Acacia de La Habana. En el año 2000, presentó su obra "Oxidente" en la Sala Cuba 513 en Madrid. En 2007, presentó su obra "Sombra de Luz" en la Casa de Cultura Valdemorillo en Madrid.

## Exposiciones colectivas
El artista plástico Bernal ha llevado sus obras a diversos rincones del mundo, exponiendo junto a todo tipo de artistas y en diferentes eventos culturales. Desde 1984 hasta la actualidad, ha participado en múltiples exposiciones en ciudades como París, Moscú, Madrid, Granada, Barcelona, São Paulo, Tokio, Abu Dhabi, Nueva York, Suiza y Miami, entre otras.
A lo largo de su carrera, Bernal ha formado parte de numerosos eventos internacionales, tales como ferias de arte, bienales y exposiciones temáticas. Asimismo, ha expuesto en galerías y museos de diferentes partes del mundo, presentando su obra junto a la de otros artistas de diversas nacionalidades y estilos. 
En 1984, participó en el Evento de Cultura Latina en París, Francia. Al año siguiente, presentó su obra en la Exposición cubana por el aniversario de la Victoria sobre el Fascismo en Moscú, URSS, y en la I Bienal Iberoamericana de Arte Seriado en Madrid, España.
En 1986, Bernal llevó su "Arte con Sonrisa" en una gira por varias ciudades de Italia, como Venecia, Reggio Emilia, Milán, Turín, Génova y Roma. También ese año, participó en el Pinto Bienal Jaime Guasch en Barcelona, España, y en la Feria de Arte Interart 87 en Poznan, Polonia. Además, sus serigrafías cubanas fueron expuestas en el Club de Grabado Montevideo, Uruguay, y en la Galería de Arte Vida Azul en São Paulo, Brasil.
En 1988, Bernal presentó sus tejidos Papel y Cuba en México, y llevó su "Pintura cubana actual" en una gira por varias ciudades de España. También en ese año, su obra fue expuesta en "Arte Cubano" en Tokio, Japón, y en la Feria de Arte "Interart" 88 en Poznan, Polonia.
En 1989, Bernal participó en "La Habana en Madrid" en el Centro Cultural De la Villa en Madrid, España, y en el Pantalla SA Soto Concurso Graphispag 89 en Barcelona, España. También presentó su obra en la Temporada Revelación de la Galería de Cifras en Madrid, España, y en la Galería Xeito en Madrid, España.
En la década de 1990, Bernal continuó exponiendo su trabajo en todo el mundo. En 1990, presentó "Pintura Cubana" en la Galería Duris de Samos en Madrid, España, y "Pintura Contemporánea Cuba" en Martinica. En 1991, su obra fue expuesta en "Hecho en Cuba" en la Galería Tate-Tate en Madrid, España, y en Talleres España en la Galería Quórum en Madrid, España. Además, en 1992, presentó su obra en "Color de Cuba" en el Pabellón de las Artes en la Exposición '92 en Sevilla, España, y en la Galería San Román de Escalante en Cantabria, España.
En 1993, Bernal presentó su obra en la Galería de Arte Van y en la Galería Heller, ambas en Madrid, España. En 1994, participó en "Pintura Cubana" en el Centro Cultural Margarita Nelken en Madrid, España, y en "Vida, Luz, Color" en la Casa de Brasil en Madrid, España. Además, su obra fue expuesta en el Salón de Grabados en el Parque del Retiro en Madrid, España.
En 1995, Bernal participó en Artesur, la Feria Internacional de Arte Contemporáneo en Granada, España, y en "Arte sin Fronteras" en la Asociación Cultural Nueva Acrópolis en Madrid, España. 
En 1997, participó en la Feria Arcale Salamanca y al año siguiente, en el Stand de Euroart 98 en Barcelona. Tres años más tarde, expuso su obra en la Sala 513 Cuba en Madrid, en una exposición titulada "Tamiz y Tela".
En 2008, Bernal presentó su obra en la Fundación Cultural Al Nakheel Hall en Abu Dhabi, Emiratos Árabes Unidos. 
En 2015, participó en la exposición de Navidad de Crisolart Galleries en Nueva York.
En 2016, el artista participó en el taller de creación "Mestizaje", organizado por el también artista plástico Rufino de Mingo, en la Galería Ra del Rey en Madrid, España. Además, presentó su obra en la exposición "Historia del Arte" en Monreale, Palermo (Sicilia).
En 2018, Bernal participó en la Feria "Artistas sin Fronteras" para la asistencia a refugiados en el Centro Cultural De la Villa en Madrid, España. Además, su obra formó parte de la exposición "Fuera de Cuba Arte Contemporáneo" en la Galería Les Jardins du Chateau du Vullierens en Suiza.
Más recientemente, en 2020, presentó su obra en la exposición "Relativismo de Pecados y Virtudes" en el Kendall Art Center en Miami, Florida. A lo largo de su carrera, Bernal ha logrado llevar su arte a distintas partes del mundo, dejando una huella en cada lugar donde ha expuesto su obra.

## Distinciones
- Concurso 13 de Marzo de la Universidad de La Habana

1. 1983 Premio de Grabado.
2. 1981 Mención de Grabado.
3. 1982 Mención de Grabado.
4. 1984 Mención de Grabado.
5. 1987 Mención de Grabado.

- 1986 Mención de Dibujo en el Salón de la Ciudad de La Habana.
- 1987:

1. Mención de Grabado en el Encuentro de Grabado, Museo Nacional de Bellas Artes, La Habana.
2. Premio colectivo al conjunto en la Bienal de Pintura Jaime Guasch, Barcelona, España.